# Escadrille Lafayette

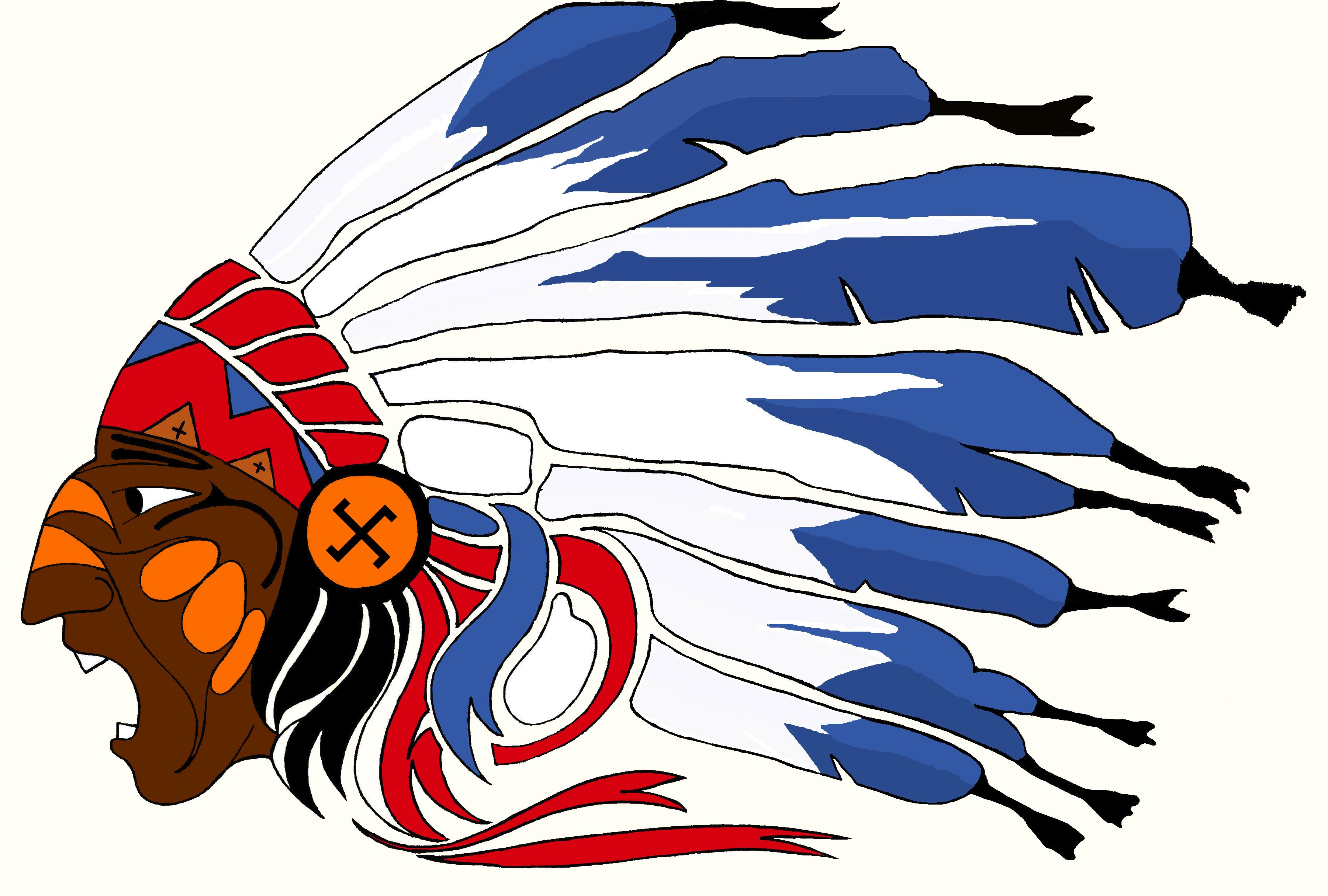
Förbandets emblem.

Escadrille Lafayette var ett amerikanskt frivilligförband för stridspiloter i Frankrike under första världskriget.

## Historik
Förbandet sattes upp i april 1916, först under den franska benämningen Escadrille 124. Eftersom flygarna i förbandet var amerikaner kom det även att kallas Escadrille américaine. Den tyska regeringen protesterade kraftigt mot förbandet till det amerikanska krigsdepartementet och menade att USA inte kunde vara neutralt med ett flygande förband i Frankrike. Efter en begäran från USA ändrades namnet till Escadrille Lafayette.

### Bakgrund
Idén till förbandet kom från läkaren Edmund L. Gros chef för det amerikanska sjukhuset i Paris och piloten Norman Prince, som redan flög för de franska styrkorna. De två försökte påverka den franska regeringen med värdet av den ökade stridskraften som ett samlat amerikanskt förband skulle ge. Samtidigt propagerade man för bildandet av amerikanska stridsgrupper i USA. Ett av målen var att få den amerikanska staten att överge sitt neutrala ställningstagande till kriget. Efter att förbandet blev allmänt känt via artiklar i de amerikanska tidningarna anmälde sig ett antal överklasspersoner med liten flygerfarenhet till Escadrille Lafayette. Att som amerikansk medborgare ansluta sig till en stridande nation var inte helt riskfritt. Som enskild person riskerade man att förlora sitt amerikanska medborgarskap. De amerikaner som var i Frankrike vid krigets utbrott råddes av den amerikanska ambassadören att inte gå med som stridande i kriget, utan istället anmäla sig till de humanitära organisationer som bildades, eller i sista hand franska främlingslegionen.  
Flera personer med flygutbildning sökte sig ändå till franska flygvapnet, men de blev inte antagna utan placerades som soldater i främlingslegionen där det fanns drygt 20 amerikanska flygare. I slutet december 1914 började dock flera amerikaner flyttas över till Franska flygvapnet, och nyanlända flygare blev omedelbart antagna vid franska flygvapnet där de placerades i olika escadriller.  

### Bildandet
Arbetet att övertala de franska myndigheterna att bilda separata amerikanska flyggrupper möttes först av motstånd, men när man fick med sig den franske senatorn Gaston Menier och utrikesministern Delcassé samt generalen Hirschauer försvann motståndet och man beslöt att skapa en amerikansk grupp under våren 1916.  
Escadrille Lafayette sattes upp vid Luxeuil-les-Bains vid kanten av Vosgesbergen. Som befälhavare valdes två franska officerare, kapten Georges Thenault och löjtnant Alfred de Laage de Meux och sju utvalda amerikaner, Prince, Thaw, Cowdin, Chapman, Rockwell, McConnell och Hall blev förbandets första piloter. För att öka förbandets slagstyrka flyttade man över andra amerikanska piloter från olika escadriller och främlingslegionen. Eftersom det var ett franskt förband använde man sig av franska flygplan, franska uniformer och franska mekaniker. Dessutom tjänstgjorde fem franska piloter periodvis vid enheten.  
Den 20 april 1916 hälsades piloterna välkomna till det nya förbandet av general Franchet d'Esperey, några dagar senare anslöt sig Clyde Balsley, Dudley Hill, Chouteau Johnson och Raoul Lufbery till förbandet.

### Verksamhet under kriget
Förbandets första seger vanns av Rockwell 20 maj 1916, när han sköt ner ett tyskt spaningsflygplan över Alsace. 24 maj var man omgrupperade till Verdun, där de kraftigaste markstriderna pågick. Där deltog man i striderna mot ett överlägset tyskt flygförband. Thaw, Balsley, Rockwell och Chapman blev sårade, men bara Thaw och Balsley behövde sjukhusvård, medan de båda andra fortsatte sitt flygande med bandage. Lufbery blev enhetens första flygaräss i oktober 1917.  
Escadrille Lafayette drabbades av sin första förlust när Chapman dödades under en luftduell över Verdun 23 juni 1916 och han följdes av Rockwell 23 september 1916. McConnell blev den siste piloten som dödades vid Escadrille Lafayette 19 mars 1917 innan USA anslöt sig till kriget. Under hela 1916 och 1917 tillkom hela tiden nya piloter till escadrillen. Trots dödsfall och skador var gruppens stridstyrka hela tiden intakt. Det överskott av nyanlända piloter som nådde Frankrike placerades som flygare vid övriga franska flygförband. För att även de skulle få en kamratkänsla med de övriga ingick alla amerikanska flygare i den nybildade organisationen Lafayette Flying Corps, där Escadrille Lafayette blev en del. 
Fram till i augusti 1917 hade piloterna vid Escadrille Lafayette tilldelats fyra La Légion d'Honneur, sju Medailles Militaire och 30 Croix de Guerre. Totalt medverkade 265 amerikaner frivilligt i Franska flygvapnet, varav 180 flög stridsuppdrag över fronten i franska uniformer. 51 piloter omkom under strid, sex omkom under flygutbildning, medan sex avled på grund av sjukdom. De amerikanska flygarna vid Lafayette Flying Corps krediterades 199 luftsegrar. De flesta som avled begravdes på krigskyrkogårdar vid fronten i Frankrike, Belgien och Italien. I februari 1921 organiserads en arbetsgrupp för att sammanföra alla kvarlevor till en begravningsplats, flera olika platser runt Verdun föreslogs, men gruppen avslog förslagen eftersom avståndet till Paris var för långt. Slutligen erbjöd franska regeringen att en del av parken Villeneuve 1'Etang at Marnes-la-Coquette kunde användas, där man först uppförde ett minnesmärke över Lafayette Flying Corps.  
Trots det stora antal amerikanska piloter som deltog på fransk sida, var det totalt fler piloter som flög frivilligt för Royal Flying Corps, Royal Naval Air Service och Royal Air Force under kriget.

### Upplösningen
Förbandet upphörde att existera 18 februari 1918, då det ombildades till första amerikanska jaktflygflottiljen S 103 och blev en del av United States Army Air Service. Till en början behöll man de franska flygplanen och markpersonalen men efterhand byttes flygplanen ut mot egna flygplan. De flesta veteranerna från Lafayette fick ikläda sig rollen som taktik- och flyglärare för de nyanlända piloterna. Fram till i november 1918 krediterades den amerikanska flottiljen 49 bekräftade nedskjutningar.

## Filmer och böcker
Regissören William Wellman, som själv deltog som stridspilot i Frankrike, lånade ofta stoff från sin tid där till sina flygfilmer. Hans första film Vingarna som handlade om flygstriderna kom ut 1928. Den byggdes på en roman av jaktpiloten John Monk Saunders. Filmen som var en av de allra sista stumfilmerna belönades med 1927-1928 års Oscarstatyett. Hans nästa stora film om Lafayette kom 1958. Där skapade han sin sista film Flygeskadern Lafayette med Tab Hunter i den ledande rollen. Wellman, som blev pressad av producenten Jack Warner att ändra handlingen i filmen, blev ursinnig, och lämnade arbetet mitt i filminspelningen. Han gjorde sedan aldrig någon mer film.
Filmen Flyboys från 2006 i regi av Tony Bill med James Franco i en av titelrollerna bygger på Jeffrey Shaaras roman To the Last Man som beskriver Lafayette Escadrille och Raoul Lufbery. Terry L. Johnson skrev 2005 romanen Valiant Volunteers som berättar om bildandet av Lafayette Escadrille och två fiktiva piloter som man följer fram till USA:s anslutning i kriget.

## Flygare vid Escadrille Lafayette
- Clyde Balsley
- Courtney Campbell
- Victor Chapman första amerikanska pilot som blev dödad under kriget.
- Elliot C. Cowdin
- Edmond Genet första amerikanska pilot som blev dödad efter att USA anslöt sig till kriget
- Bert Hall skrev efter kriget två böcker om Lafayette
- James Norman Hall medförfattare till boken Myteriet på Bounty
- Willis Haviland
- Walter Lovell
- Raoul Lufbery enhetens första flygaräss
- Didier Masson fransk flygare som flög vid Lafayette
- James R. McConnell
- Edwin C. "Ted" Parsons
- Norman Prince grundare och flygaräss
- Frederick H. Prince
- Kiffen Rockwell
- William Thaw
- Gill Robb Wilson